# Diana Yankey
Diana Yankey ou Dinah Yankey (2 de fevereiro de 1967) é uma antiga atleta ganesa, especialista de 100 metros com barreiras. Nesta modalidade, foi campeã africana em 1988 e 1989. Esteve presente nos Jogos Olímpicos de 1988 onde competiu nos 100 metros rasos, 100 metros com barreiras e estafeta 4 x 100 metros.

## Melhores marcas pessoais[2]

### Outdoor
| Prova                | Data | Local               | Marca |
| -------------------- | ---- | ------------------- | ----- |
| 100 metros           | 1988 | Seul, Coreia do Sul | 11.63 |
| 100 metros barreiras | 1990 | Cairo, Egito        | 13.55 |

### Indoor
| Prova               | Data | Local              | Marca |
| ------------------- | ---- | ------------------ | ----- |
| 60 metros           | 1989 | Budapeste, Hungria | 7.79  |
| 60 metros barreiras | 1989 | Budapeste, Hungria | 8.61  |